# Gerhard Naegele
Gerhard Naegele (* 23. Januar 1948 in Berlin) ist ein deutscher Wirtschaftswissenschaftler.

## Leben und Wirken
Nach einer Lehre zum Industriekaufmann studierte Naegele Wirtschafts- und Sozialwissenschaften an der Universität zu Köln, unter anderem bei Otto Blume. 1973 schloss er dort das Studium als Diplom-Kaufmann ab und war danach bis 1977 Assistent am Seminar für Sozialpolitik der Universität Köln sowie parallel dazu wissenschaftlicher Mitarbeiter am Institut für Sozialforschung und Gesellschaftspolitik in Köln, hier von 1976 bis 1981 als geschäftsführendes Vorstandsmitglied.
Im Jahr 1976 erfolgte seine Promotion an der Universität zu Köln über „Soziale Ungleichheit im Alter“ und 1992 die Habilitation zum Thema: „Älterwerden in der Arbeitswelt“ an der Universität/Gesamthochschule Kassel. In der Zeit von 1981 bis 1992 war er Professor für kommunale Sozialpolitik sowie Verwaltung und Organisation sozialer Dienste am Fachbereich Sozialarbeit der Fachhochschule Dortmund.
Von 1992 bis zu seiner Pensionierung im Jahre 2013 war Naegele Inhaber des Lehrstuhls für Soziale Gerontologie an der Technischen Universität Dortmund, bis 2016 auch Direktor des Instituts für Gerontologie an der TU Dortmund. Seine Forschungsschwerpunkte sind Sozialpolitik, soziale Dienste, Pflege, Soziale Gerontologie, Ältere Arbeitnehmer sowie Lebenslaufforschung.
Im Mai 2003 berief die damalige Ministerin des BMFSFJ, Renate Schmidt, Gerhard Naegele als Mitglied der Sachverständigen-Kommission zum 5. Altenbericht der Bundesregierung. Er wirkte ebenfalls am 6. Altenbericht der Bundesregierung mit, der im November 2010 vorgestellt wurde.
Gerhard Naegele war zudem von 2004 bis 2006 Sachverständiges Mitglied der Enquête-Kommission „Situation und Zukunft der Pflege in NRW“ im nordrhein-westfälischen Landesparlament.
Er war langjährig für die Europäische Stiftung zur Verbesserung der Lebens- und Arbeitsbedingungen (European Foundation for the Improvement of Living and working conditions) (Dublin) tätig, zuletzt bis 2020 als Sachverständiger im Beirat für die dortige Quality of Life Forschung. Er ist Gastprofessor an der Akdeniz-Universität in Antalya/Türkei und an der Medical University Taipeh/Taiwan. Er ist Mitglied verschiedener Fachbeirate und Mitherausgeber der Dortmunder Beiträge zur Sozialforschung. Er ist Mitautor des Handbuchs „Sozialpolitik und soziale Lage in Deutschland“ (6. Auflage, 2020). Seit 2016 arbeitet er als Senior Researcher im Institut für Gerontologie an der TU Dortmund und ist ehrenamtlich in der gerontologischen Politik- und Praxisberatung engagiert.

## Auszeichnungen
- 2009 Max-Bürger-Preis der Deutschen Gesellschaft für Gerontologie und Geriatrie